# South China Morning Post
De South China Morning Post (ofwel SCMP of The Post) is een Engelstalige krant uit Hongkong. De krant is opgericht door Tse Tsan-tai en Alfred Cunningham in 1903. De eerste editie werd gepubliceerd op 6 november 1903. De krant heeft een oplage van circa 100.000. 
Sinds december 2015 maakt ze deel uit van de Alibaba Group.
- Système universitaire de documentation: 172491215